# Hrad Byblos
Hrad Byblos je křižácký hrad v Byblosu na území dnešního Libanonu. V křižáckých dobách se jmenoval hrad Gibelet nebo Giblet a patřil janovskému rodu Embriaců, tehdejších pánů města. Sousedí s fénickým archeologickým nalezištěm obsahujícím ruiny chrámu Baalat Gebal a Chrámu obelisků.

## Dějiny
Hrad postavili křižáci ve 12. století z místního vápence a zbytků římských staveb. Stavba byla obehnána vodním příkopem. Hrad patřil janovskému rodu Embriaců, jehož členové byli od roku 1100 do konce 13. století pány z Gibeletu. Saladin město a hrad dobyl v roce 1188 a v roce 1190 částečně rozebral hradby. Později křižáci Byblos znovu dobyli a v roce 1197 přestavěli opevnění hradu. V roce 1369 se hrad ubránil útoku kyperských plavidel z Famagusty.
Poblíž hradu Byblos jsou další význačné historické památky. Nedaleko stojí několik egyptských chrámů, fénická královská nekropole a římský amfiteátr.

## Popis
Křižácký hrad Gibelet je „nejlepším příkladem“ (Boas) nového typu opevnění z 12. století, který mísí typ castrum s hradem vybaveným donjonem (typ turris): do čtverce postavené zdi zpevněné nárožními věžemi, postavené kolem centrálního donjonu tak tvoří dvě vrstvy obrany.

## Muzeum
V hradě sídlí muzeum lokality Byblos. vystavuje vykopávky z archeologické rezervace Byblos, i když nejdůležitější nálezy jsou vystaveny v Národním muzeu v Bejrútu. Kromě toho tematickými panely ilustruje historii Byblosu od pravěku po středověk.

## Galerie

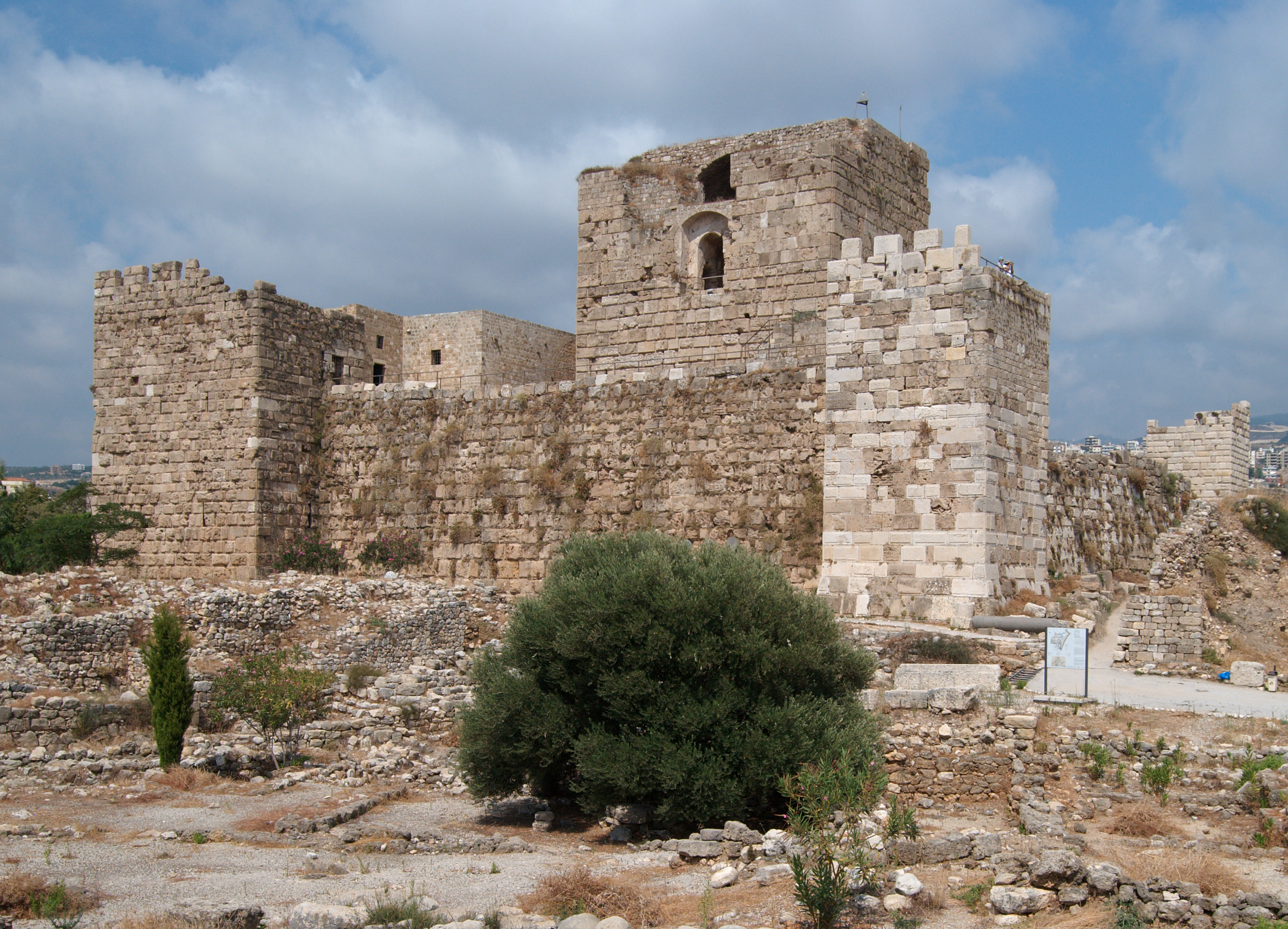
Hrad Byblos
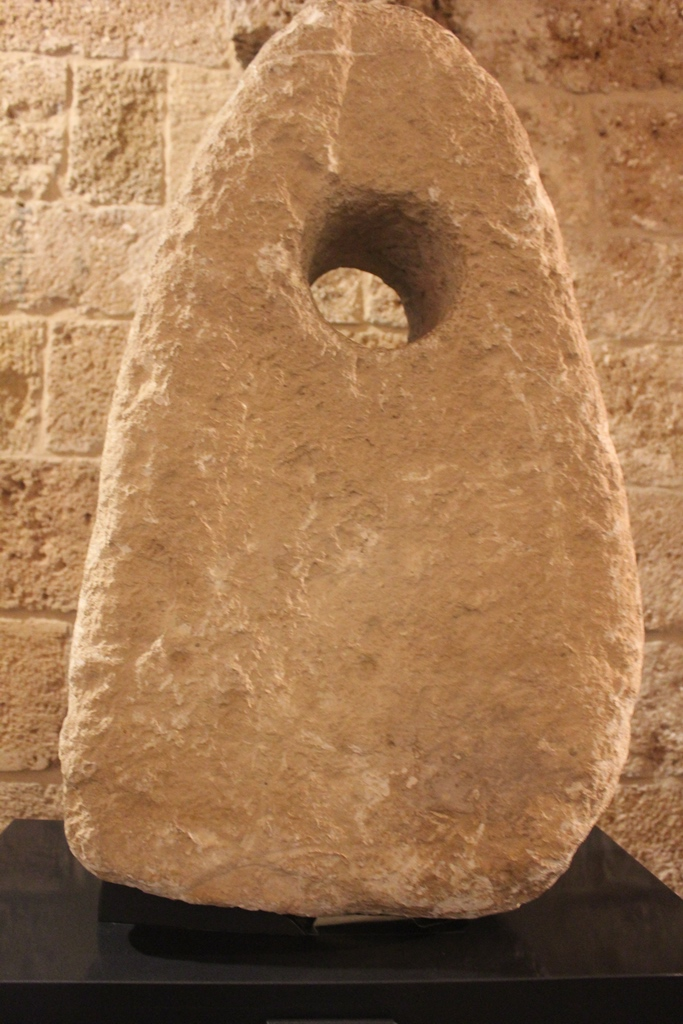
Vápencová kotva (1800 p.n.l.)
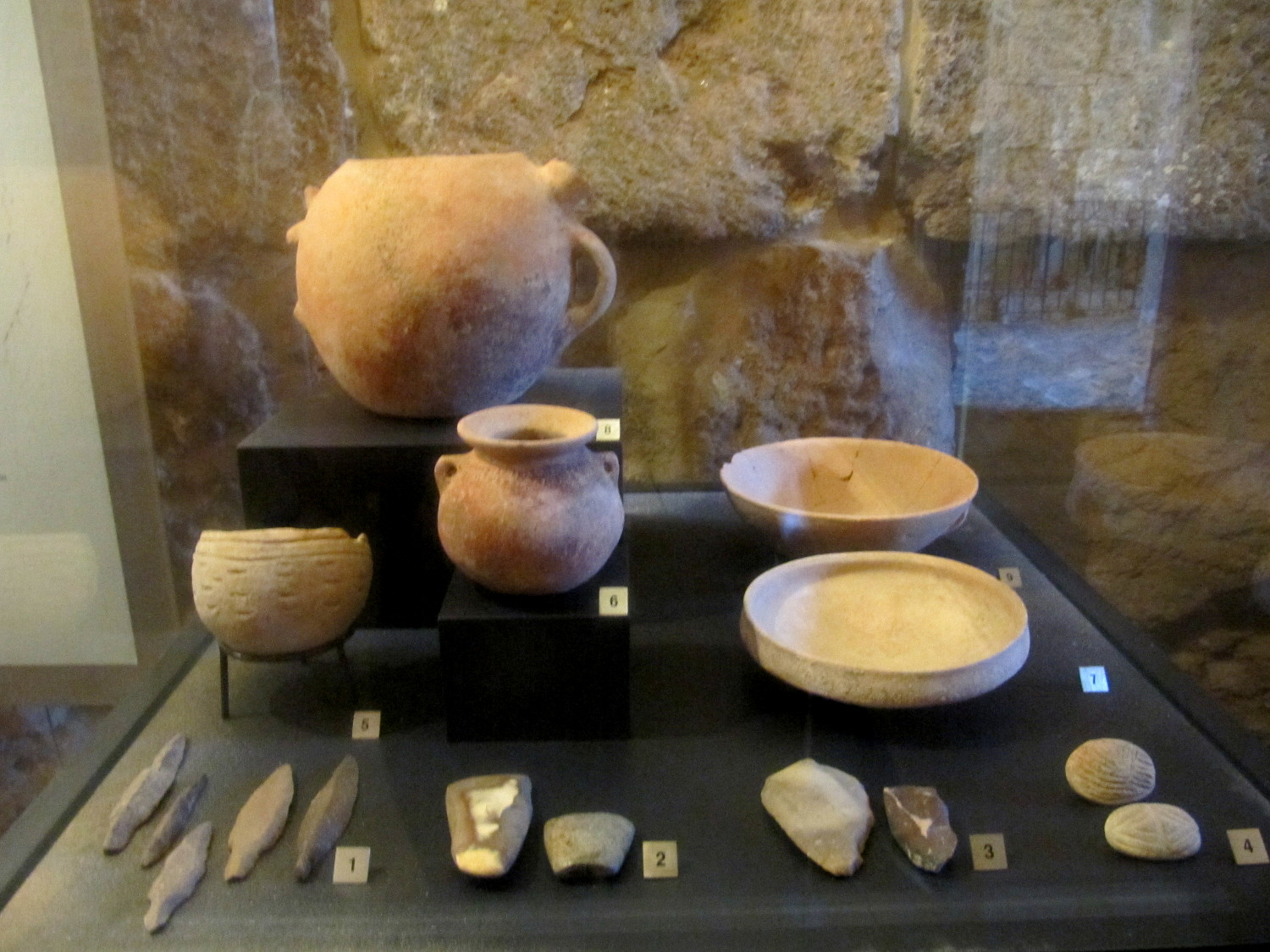
Exponáty v muzeu uvnitř hradu Byblos
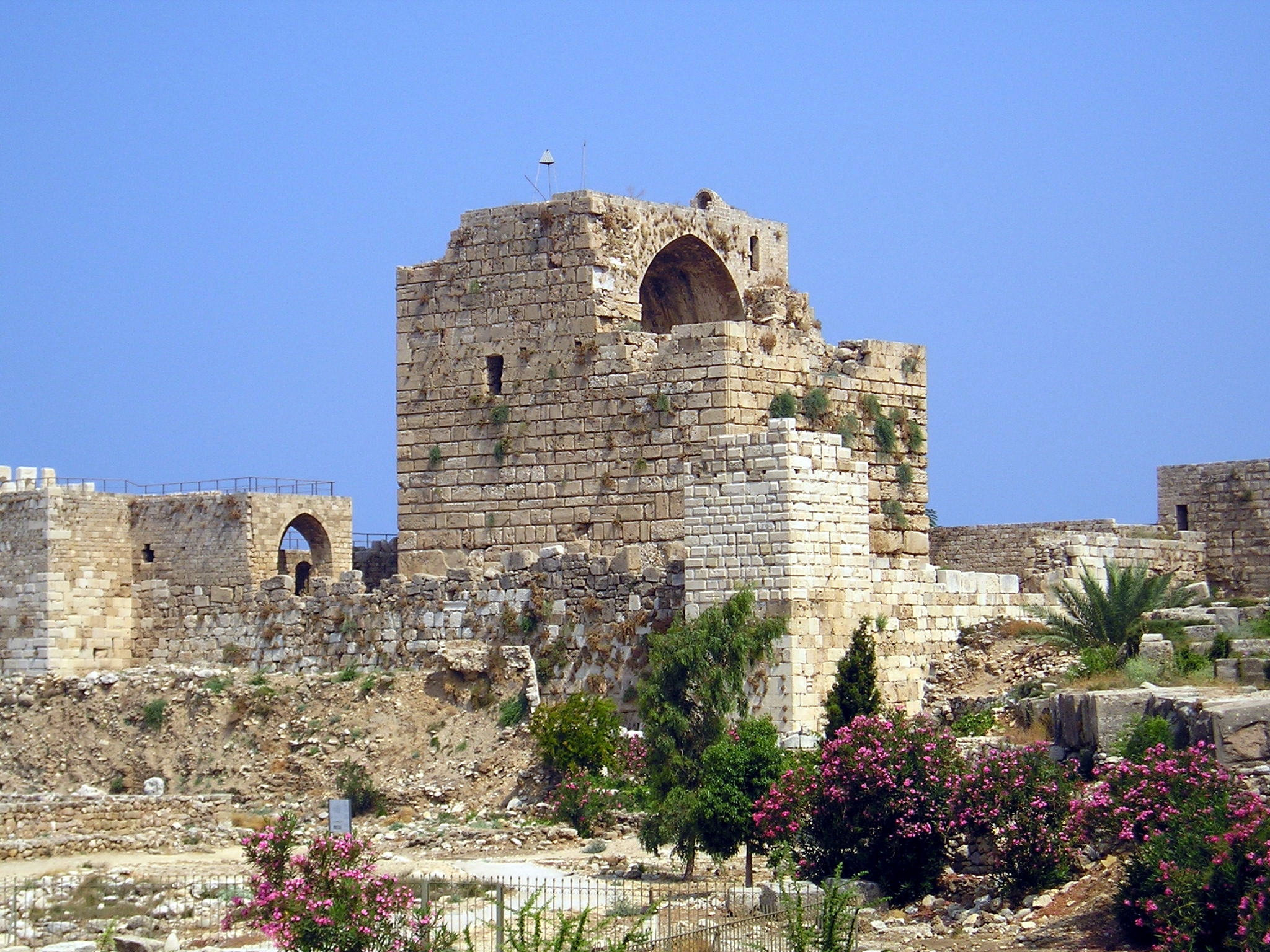
Hrad Byblos